# Rise of Nations
Rise of Nations és un videojoc d'estratègia en temps real desenvolupat per Big Huge Games i publicat per Microsoft Game Studios el 20 de maig de 2003. El desenvolupament del videojoc va ser dut a terme pel veterà dissenyador de videojocs Brian Reynolds, de Civilization II i Sid Meier's Alpha Centauri. El joc ha pres diversos conceptes a partir dels jocs d'estratègia per torns, com els territoris i la guerra de deserció. Rise of Nations inclou 18 civilitzacions jugables a través de 8 segles d'història.
El 28 d'abril de 2004, Big Huge Games va llançar Rise of Nations: Thrones and Patriots, una expansió. Més tard eixe any, l'edició Gold de Rise of Nations va ser llançada, la qual incloïa tant el joc original com l'expansió.
En maig de 2006, Big Huge Games va llançar Rise of Nations: Rise of Legends, un spin-off de temàtica i jugabilitat similar.